# Рыкунов, Константин Иванович
Константин Иванович Рыкунов (11 апреля 1914 года — ?) — советский боксер, чемпион СССР 1935 года в среднем весе (до 73 кг).

## Биография
Родился в г. Ленинград 11 апреля 1914 г. В юношеские годы начал заниматься боксом, выступая за различные спортивные общества, в том числе «Моряк» и «Водник». Обладая прекрасными природными данными и характеристиками стремительно рос и развивался как профессиональный спортсмен. Проходил службу в Военно-морском флоте СССР, где получил звание старшины. Сведения о составе семьи и дате смерти отсутствуют.

## Спортивная карьера и достижения
В 1934 г. завоевал бронзу на первенстве СССР по боксу в полутяжелом весе (до 81 кг).
В 1935 г. стал чемпионом СССР по боксу в среднем весе (до 73 кг).
В 1938 г. снова завоевал бронзу на первенстве СССР по боксу в среднем весе (до 73 кг).

## Трудовая деятельность
В послевоенные годы жил и работал в Одессе. Согласно архивной информации трудовой путь начинал в рядах организации АСПТР (аварийно-спасательных подводно-технических работ) и ИМТП (Ильичевский морской торговый порт) по специальности судоводитель в должности сменный помощник капитана.